# Overkill (hudební skupina)
Overkill je americká thrashmetalová hudební skupina založená v roce 1980 v New Jersey. Ze začátku hráli skladby přebrané od skupin jako Motörhead, Kiss nebo Twisted Sister. Byli bez zpěváka. Pak se k ním přidal Bobby "Blitz" Ellsworth. První sestava byla D. D. Verni na baskytaru, Bobby Gustaffson na kytaru, Rat Skates na bicí a Bobby Blitz zpěv. V jejich hudbě je možné najít různé odstíny jiných stylů, například v The Killing Kind. Také Overkill prošli obdobím, kdy thrashmetalové skupiny hráli pomaleji; výsledkem I Hear Black. Od alba W.F.O. si drží standard typického thrash metalu. Mezi nejúspěšnější alba patří Under The Influence, The Years of Decay, Horrorscope, Ironbound, The Electric Age, White Devil Armory. Overkill vydali velmi mnoho alb, která jsou jak experimentální, tak progresivní. Typickými znaky jsou baskytara D. D. Verniho a hlas Bobbyho Blitze. Overkill prošli mnoha personálními změnami, jediní D. D. Verni a Bobby Blitz jsou členy od začátku.
Jejich maskotem je netopýr Chaly, který je na téměř každém albu. Overkill o něm píší v pěti verzích skladby Overkill. Nejlépe je popsaný v Overkill III. Overkill se pravděpodobně inspirovali záhadným tvorem z New Jersey, takzvaným newjerseyským ďáblem.

## Historie

### Začátky a Feel the Fire (1980–1986)
Overkill se skládá z punkové kapely Lubricunts, ve které hráli baskytarista D.D. Verni a bubeník Rat Skates. Oni podali inzerát, že hledají kytaristu a zpěváka na ten odpověděli kytarista Robert "Riff Thunder" Pisarek a zpěvák Robert "Bobby" Ellsworth, a tak založili společně novou kapelu.
Před konečným jménem kapela odmítla několik názvů kapel až nakonec se nějakou dobu jmenovali Virgin Killer. Nakonec se rozhodla pro Overkill, pojmenovaný po druhém albu Motörhead.
Z počátku hráli punkové písně od Ramones, Dead Boys a dalších. Postupně přidali písně od kapel jako Judas Priest (zejména "Tyrant"), Riot, Motörhead (včetně skladeb z Overkill a poloviny alba Ace of Spades).
Od roku 1981 skupina po odchodu Roberta Pisarka vystřídala řadu kytaristů až ke konci roku 1982 se připojil Bobby Gustafson. V této době začala kapela psát vlastní písně, včetně "Overkill",  "Unleash the Beast (Within)" a "Grave Robbers" (později přejmenovaná na "Raise the Dead"). Následovaly další písně, včetně "Death Rider" a "Rotten to the Core". Jak kapela pokračovala v psaní originálního materiálu, stala se stálicí v klubech v New Yorku a New Jersey.
V roce 1983 skupina vydala demo EP pod názvem Power in Black. Nahrávka měla na undergroundovém trhu s kazetami stejný dopad jako dema začínajících thrashmetalových kapel z oblasti Bay Area, jako například Exodus a Legacy (později známá jako Testament). EP kapele vyneslo dvě kompilační vystoupení: "Feel the Fire" se objevila na albu New York Metal '84, zatímco "Death Rider" se objevila na pátém dílu série Metal Massacre od Metal Blade Records. Úspěch Power in Black umožnilo skupině uzavřít spolupráci s malou nahrávací spolčenosti Azra/Metal Storm Records. V roce 1985 kapela přes vydavatelství vydala čtyřskladbové EP nazvané Overkill. Toto EP se rychle vyprodalo a okamžitě posunulo kapelu do popředí začínajícího hnutí thrash metalu. Dodnes se jedná o vzácný sběratelský kousek, protože vydáno minimální množství. Všechny písně se objevily o jedenáct let později na kompilačním albu !!!Fuck You!!! a Then Some. 
Říká se, že kapela nikdy na svém vydání nevydělala, ale EP Overkill si získalo obrovský zájem undergroundu a pozornost vydavatelství Megaforce Records. V té době z nejvýznamnějších nezávislých metalových vydavatelství podepsala s Overkill smlouvu na několik alb a v říjnu 1985 vydala své debutové album Feel the Fire. Od mnoho kritiků i fanoušků jej označilo za thrash metalové mistrovské dílo, upevnilo pozici kapely jako jedné z hnacích sil hnutí thrash metalu na východním pobřeží USA.
Overkill strávil mezi lety 1985 a 1986 turné na podporu alba Feel the Fire po Evropě s Anthrax a Agent Steel. Po Severní Americe předskakovali Slayer na jejich turné Reign in Blood. Namáhavé turné a rostoucí zájem o Feel the Fire vedly k tomu, že se o kapelu ucházelo několik velkých vydavatelství. Během roku 1986 podepsali smlouvu s Atlantic Records, čímž se Overkill stal jednou z prvních thrashmetalových kapel, které podepsaly smlouvu s velkým vydavatelstvím.

### Vzestup k úspěchu (1987–1990)
V březnu 1987 druhé album pod názvem Taking Over. Album přineslo kapele veřejné uznání a stalo se jejich prvním albem, které se dostalo do amerického žebříčku Billboard 200 na 191. místě, zatímco vůbec první hudební video "In Union We Stand" se dočkalo významného vysílání v pořadu Headbangers Ball na MTV. Skupina se vydala na další evropské turné, tentokrát jako předkapela Helloween. V Severní Americe předskakovali Megadeth na jejich turné k albu Peace Sells. Následně se ujali vlastního turné po USA s podporou Nuclear Assault a Testament.
Koncem roku 1987 vyšlo EP !!!Fuck You!!! a Then Some, které obsahovalo studiovou cover verzi skladby "Fuck You" od Subhumans a také několik živých skladeb nahraných dříve téhož roku v Clevelandu. Během roku 1987 také odešel zakládající bubeník Rat Skates a dočasně ho nahradil Mark Archibole. Později se přidal ke kapele dánský bubeník Bob „Sid“ Falck (ex-Battlezone). Overkill zakončili rok jednorázovým koncertem na festivalu Christmas on Earth v anglickém   městě Leeds, kde spolu s Voivod, Megadeth, Nuclear Assault, Kreator, Lȧȧz Rockit, Cro-Mags a Virus.
Třetí album Overkill vydali v červenci 1988 své třetí album s názvem Under the Influence, které bylo mnohem syrovější, thrashový a postrádalo většinu epické atmosféry. Album dosáhlo v americkém žebříčku Billboard 200 na 142. místě, také se poprvé objevilo v německém žebříčku na 42. místě a nejvýše se umístilo ve finském žebříčku na 10. místě. Song "Hello from the Gutter" byl vydán jako singl a jejich videoklip se pravidelně vysílal na MTV. Overkill neustále koncertovali po celém světě a upevňovali si reputaci jedné z nejaktivnějších metalových kapel na živo. Následně vyjeli na turné jako předkapela Slayer na jejich podporu alba South of Heaven ve Spojených státech a Evropě. Dále vystupovali s  Vio-lence, Motörhead, Anvil, Anthrax, Nuclear Assault, Testament, King's X, Prong, Ludichrist a Znowhite.
Overkill vydali v říjnu 1989 své čtvrté album The Years of Decay, které se umístilo v americkém žebříčku Billboard 200 na 155. místě a v německém žebříčku na 58. místě. Album se vyznačovalo dosud nejlepší produkční práce, a zároveň nejprogresivnější a nejrozmanitější přístup Overkill ve srovnání s jejich předchozími alby. Album kombinovalo syrový přístup alba Under the Influence se složitějšími strukturami písní a epickými prvky alba Taking Over, což vedlo k vážnější atmosféře a delším písním, včetně osmiminutové titulní skladby a desetiminutové „Playing With Spiders/Skullkrusher“, přičemž je nejdelší skladbou, kterou Overkill dosud nahráli. The Years of Decay sice nedobylo žebříčky, ale bylo pro Overkill průlomovým albem, které se během následujících let prodalo skoro 70 000 kopií a obsahuje jednu z nejznámějších písní kapely "Elimination", k níž se pravidelně vysílal videoklip na MTV. Tato píseň se stala fanoušky velmi oblíbenou a zůstává stálicí v setlistu kapely. Kapela neúnavně koncertovala na podporu alba mezi listopadem 1989 a červnem 1990 s kapelami jako Wolfsbane, Vio-lence, Dark Angel, Powermad, Whiplash a Excel.
David Ellefson v dubnu 2024 zastoupí baskytaristu Verniho, který se zotavuje z operace ramene.
Kytarista Derek Tailer řekl, že skupina začne pracovat na svém 21. studiovém albu po uzavření turné na podporu alba Scorched v roce 2024 pro předběžné vydání v roce 2025.
V srpnu 2024 bubeník Jason Bittner oznámil, že odchází ze skupiny, aby se věnoval jiným hudebním projektům a nahradí ho bubeník a zvukový inženýr Jeramie Kling (Ribspreader a ex-Venom Inc.)
Bývalý baskytarista skupiny Kreator Christian 'Speesy' Giesler zastoupil baskytaristu Verniho ze zdravotních důvodů na evropské části turné a Christian Olde Wolbers zastoupí Verniho na severoamerické části turné.

## Texty
Overkill psali texty typické pro thrash metal. Od doby alba Under The Influence si ponechali svou vlastni filozofii. Hlavním textařem je Bobby "Blitz" Ellsworth. Používá různé metafory a přirovnání a fráze. Například ve skladbě Nothing To Die For je fráze old enough to know better (dost starý, aby znal lépe). V Drunken Wisdom je fráze Why don't you get yourself a life, just get the dick out here. Overkill napsali i skladbu o životě v New Jersey Hello From The Gutter (Ahoj z odpadní roury). Overkill napsali i příběh v pěti verzích. Overkill I. II. III. IV. V.

## Členové

### Současní
- D. D. Verni – baskytara, doprovodný zpěv (1980–dosud)
- Bobby "Blitz" Ellsworth – zpěv (1980–dosud)
- Dave Linsk – sólová kytara, doprovodný zpěv (1999–dosud)
- Derek "The Skull" Tailer – rytmická kytara, doprovodný zpěv (2001–dosud)
- Jeramie Kling – bicí (host: 2024–dosud)

### Dřívější
- Robert "Riff Thunder" Pisarek – kytary (1980–1981)
- Anthony Ammendola  – rytmická kytara (1981)
- Dan Spitz  – sólová kytara (1981)
- Rich Conte – kytary (1981–1982)
- Mike Sherry – kytary (1981–1982)
- Bobby Gustafson – kytary (1982–1990)
- Logo skupinyRob Cannavino – kytary (1990–1995)

Logo skupiny

- Merritt Gant – kytary (1991– 1995)
- Joe Comeau – rytmická kytara (1995– 2000, 2000–2002)
- Sebastian Marino – sólová kytara (1995–1999)
- Lee "Rat Skates" Kundrat – bicí (1980–1987)
- Robert "Sid" Falck – bicí (1987–1992)
- Tim Mallare – bicí (1992–2005)
- Ron Lipnicki – bicí (2005–2017)
- Jason Bittner – bicí (2017–2024)

### Hostující
- Eddy Garcia – bicí (2012, 2016–2017)
- Waldemar Sorychta – sólová kytara (2016)
- Phil Demmel – sólová kytara (2021)
- David Ellefson – baskytara (2024)
- Christian 'Speesy' Giesler – baskytara (2024)
- Christian Olde Wolbers – baskytara (2024)

## Diskografie
- Feel the Fire (1985)
- Taking Over (1987)
- Under the Influence (1988)
- The Years of Decay (1989)
- Horrorscope (1991)
- I Hear Black (1993)
- W.F.O. (1994)
- The Killing Kind (1996)
- From the Underground and Below (1997)
- Necroshine (1999)
- Coverkill (1999)
- Bloodletting (2000)
- Killbox (2003)
- ReliXIV (2005)
- Immortalis (2007)
- Ironbound (2010)
- The Electric Age (2012)
- White Devil Armory (2014)
- The Grinding Wheel (2017)
- The Wings of War (2019)
- Scorched (2023)